# Figures-Doubles-Prismes

Figures-Doubles-Prismes est une œuvre de Pierre Boulez pour orchestre composée en 1963-1964 et révisée en 1968. 

## Histoire
La partie Doubles est écrite dès 1957-1958. Pierre Boulez vient alors de débuter comme chef d'orchestre en dirigeant son œuvre Le Visage nuptial en 1957, et a de longues discussions avec le compositeur Karlheinz Stockhausen, lui-même en train de composer Gruppen. Il commence à écrire sa première œuvre pour orchestre seul.
Pierre Boulez souhaite mélanger les timbres des instruments entre eux, et recourt alors à des modifications dans l'emplacement des musiciens. « J'avais l'intention de disperser les bois et les cuivres au pourtour à l'intérieur des cordes, les percussions restant, quoique peu fournies, au fond pour des raisons de volume. Il ne s'agit donc pas de stéréophonie ou de spatialisation mais d'un mélange des timbres. »
Une première version de Figures-Doubles-Prismes est achevée en 1963-1964, et créée le 10 janvier 1964, à Bâle, par l'orchestre de la SWF-SO Baden-Baden, sous la direction de Pierre Boulez. La version révisée de 1968 est créée le 3 mars 1968, à La Haye, par l'orchestre de la Résidence de La Haye, toujours sous la direction du compositeur.